# Middletown (Iowa)
Middletown es una ciudad ubicada en el condado de Des Moines en el estado estadounidense de Iowa. En el Censo de 2010 tenía una población de 318 habitantes y una densidad poblacional de 201,61 personas por km².

## Geografía
Middletown se encuentra ubicada en las coordenadas 40°49′38″N 91°15′44″O / 40.82722, -91.26222. Según la Oficina del Censo de los Estados Unidos, Middletown tiene una superficie total de 1.58 km², de la cual 1.58 km² corresponden a tierra firme y (0%) 0 km² es agua.

## Demografía
Según el censo de 2010, había 318 personas residiendo en Middletown. La densidad de población era de 201,61 hab./km². De los 318 habitantes, Middletown estaba compuesto por el 95.28% blancos, el 1.57% eran afroamericanos, el 0% eran amerindios, el 1.57% eran asiáticos, el 0.94% eran isleños del Pacífico, el 0% eran de otras razas y el 0.63% pertenecían a dos o más razas. Del total de la población el 1.26% eran hispanos o latinos de cualquier raza.